# Пекарский, Максим Борисович
Максим Борисович Пекарский (род. 21 августа 1973, Златоуст, Челябинская область) — глава городского округа Златоуст c 2019 года до 30 мая 2024 года.

## Биография
Максим Борисович Пекарский родился 21 августа 1973 году в Златоусте.
- Окончил Челябинский юридический институт МВД России.
- 1992 год — начал служить в органах внутренних дел
  - подполковник милиции в отставке.
- 2014 год —  начал работать в администрации Златоустовского городского округа.
- 2015—2019 годы — заместитель главы Златоуста по общим вопросам-начальник управления муниципальной милиции.
- 24 октября 2019 года — решением собрания депутатов единогласно выбран на пост Главы Златоустовского городского округа.

Максим Борисович Пекарский —  глава городского округа Златоуст с октября 2019  года по 30 мая 2024 года.

## Личная жизнь
Максим Борисович женат, воспитывает троих детей.

## Награды
- Медаль «За заслуги перед Челябинской областью» III степени (24 мая 2024) — за особые заслуги в сфере муниципального управления, направленные на развитие физической культуры и спорта Златоустовского городского округа.